# كاري غرانت
آرتشيبالد ألكسندر ليتش (بالإنجليزية: Archibald Alexander Leach)‏ ممثل بريطاني المولد أمريكي الجنسية عرف باسمه الفني «كاري غرانت» (بالإنجليزية: Cary Grant)‏ كان أيقونة ومثال لوسامة الرجل في السينما.
وُلد غرانت في ضاحية هورفيلد في مدينة بريستول. بدأ انجذابه إلى المسرح في سن مبكرة، وبدأ أول تجاربه مع فرقة تعرف باسم «ذا بينديرس» في سن السادسة. ذهب كممثل مسرحي مع فرقة ذا بينديرس بجولة في الولايات المتحدة في سن السادسة عشر. قرر البقاء في نيويورك بعد سلسلة من العروض الناجحة هناك. أسس اسمًا له في فودفيل (نوع مسرحي من وسائل الترفيه المتنوعة اشتهر في الولايات المتحدة) في العشرينيات من القرن العشرين، وذهب بجولة في الولايات المتحدة قبل الانتقال إلى هوليوود في أوائل الثلاثينيات من القرن العشرين.
ظهر غرانت في البداية في أفلام الجريمة أو الأعمال الدرامية مثل الفيلم الدرامي بلوند فينوس (1932) والفيلم الكوميدي شي دون هيم رونغ (أساءت التصرف معه) (1933)، ولكنه اكتسب لاحقًا شهرة لأدائه في بعض أعمال الكوميديا الرومانسية والساخرة مثل فيلم ذا أوفل تروث (الحقيقة البشعة) (1937)، وبرينغينغ أب بيبي (1938)، وهيز غيرل فرايداي (فتاة الجمعة) (1940)، وفيلادلفيا ستوري (قصة فيلادلفيا) (1940)، وغالبًا ما مثّل مع بعض من أكبر النجمات في ذلك الوقت. ذُكرت هذه الأفلام بشكل كبير بين أعظم الأفلام الكوميدية في كل العصور. كانت الأفلام الأخرى المعروفة التي لعب فيها دور البطولة في هذه الفترة فيلم المغامرة غانجا بيرن (1939) والكوميديا السوداء أرسينيك أند أولد ليس (1944). بدأ أيضًا في الانتقال إلى الأعمال الدرامية مثل أونلي إينجلز هاف وينغز (1939)، وبيني سيرنايد (1941)، ونان بات ذا أونلي هارت (لا شيء غير القلب الوحيد) (1944). رُشِّح لجائزة الأوسكار لأفضل ممثل عن الفيلمين الأخيرين.
طور غرانت خلال الأربعينيات والخمسينيات من القرن الماضي علاقة عمل وثيقة مع المخرج ألفريد هتشوك، إذ أدى دور الممثل الشهير في العديد من أفلامه المعروفة، بما في ذلك ساسبيشن (الشك) (1941)، ونوتوريوس (1946)، وتو كاتش أثيف (أن تمسك لصًا) (1955)، ونورث باي نورثويست (شمالًا إلى الشمال الغربي) ((1959. أظهر فيلما الدراما والتشويق سوسبيشن ونوتوريوس جانبًا أكثر ظلمة وغموضًا في شخصياته التي يؤديها. مدح النقاد غرانت على أنه رجل رومانسي رائد في مجاله قرب نهاية مسيرته السينمائية، وتلقى خمسة ترشيحات لجائزة غولدن غلوب لأفضل ممثل، بما في ذلك عن فيلم إينديسكريت (1958) مع إنغريد برغمان، وذات تاتش أوف مينك (1962) مع دوريس داي، وشارايد (الأحجية) (1963) مع أودري هيبورن. يتذكره النقاد لمظهره الخارجي غير العادي كممثل وسيم ولطيف لم يأخذ نفسه بشكل كبير على محمل الجد، وعلى أنه قادر على اللعب بكرامته في الأفلام الكوميدية دون التضحية بها بشكل كامل.
تزوج غرانت خمس مرات، ثلاثة منهم هربًا مع كل من الممثلة فيرجينيا تشيريل (1934-1935)، وبيتسي دريك (1949-1962)، وديان كانون (1965-1968). تقاعد من التمثيل السينمائي في عام 1966 وتابع العديد من المصالح التجارية، ومثّل شركة مستحضرات التجميل فابيغجيه، وعمل في مجلس إدارة شركة إنتاج مترو غولدوين ماير. مُنِح جائزة أوسكار فخرية من قبل صديقه فرانك سيناترا في حفل توزيع جوائز الأوسكار الثاني والأربعين في عام 1970، ومُنح جائزة مركز كينيدي الثقافي في عام 1981. توفي بعد خمس سنوات بسبب سكتة دماغية في مدينة دافنبورت في ولاية آيوا. أطلق عليه معهد الفيلم الأمريكي في عام 1999 لقب ثاني أفضل نجم ذكر في سينما العصر الذهبي في هوليوود بعد الممثل الأمريكي همفري بوغارت.

## نشأته
ولد أرتشيبالد ألكسندر ليتش في بريستول، إنجلترا في 18 يناير عام 1904، عاش طفولة قاسية حيث أدخل أبيه أمه إلى مصح عقلي وهو في العاشرة من عمره، انضم أرتشيبالد وهو في الثالثة عشر من عمره إلى فرقة بوب باندر للصغار، وهي فرقة تنظم عروض مسرحية. شعر بالارتياح إلى جانب زملائه الصغار في الفرقة، وشعر بينهم بدفء العائلة التي لم ينعم به من قبل. جالت المجموعة في إنجلترا وأوروبا حتى أبحر عام عشرون إلى أمريكا حيث شارك في استعراض «غود تايمز» في قاعة نيويورك، استمر العرض تسعة أشهر بنجاح قبل توقفه، وبعد توقف العرض غادرت الفرقة عائدة إلى إنجلترا ولكن أرتشيبالد قرر البقاء في أمريكا ليصبح ممثلاً، وشارك بعدة عروض مسرحية في سانت لويس، ميزوري.

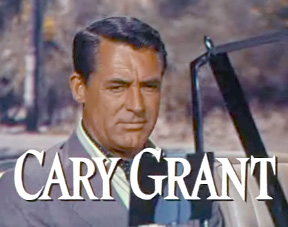
غرانت في فيلم ألفريد هيتشكوك'
أن تمسك لصًا (1955)

## السيرة السينمائية

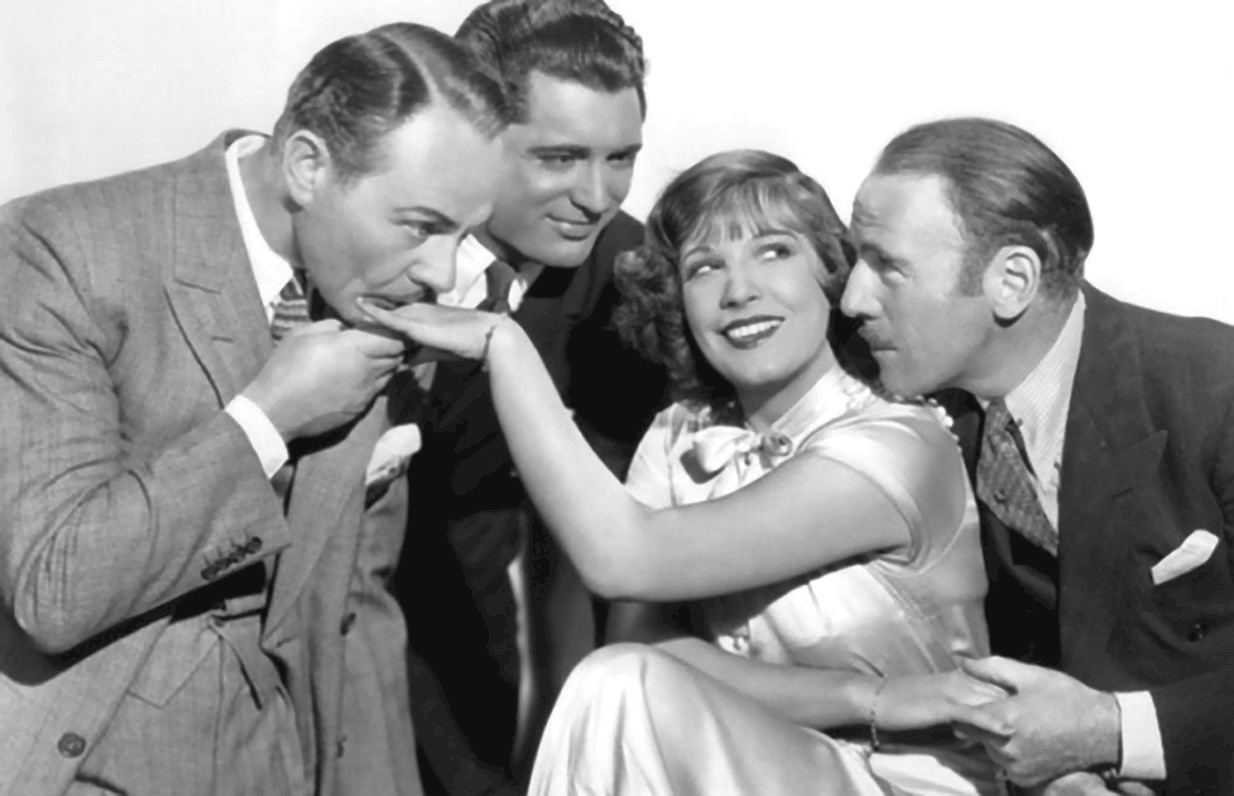
صورة من فيلم "هذه هي الليلة" عام 1932

بعد العروض الناجحة التي قدمها في برودواي، انتقل للعيش في هوليوود في عام 1932، وحينها غير اسمه ليصبح «كاري لوكوود» ولقد اختار لقب لوكوود استنادا لأحدى شخصيات التي قدمها على المسرح، وقع كاري عقدا مع أستديوهات بارامونت بيكشرز ولكنهم اعترضوا على لقب «لوكوود» بسبب تشابهه مع اسم ممثل آخر، وبعد تصفح قائمة الألقاب المفضلة لدى الإستديو، ولد اسمه الفني الشهير «كاري غرانت», ولقد اختار كاري لقب «غرانت» لأنه أعتقد أن الأحرف الأولى ك وغ تجلب حظا، ومثال على ذلك نجمي هوليوود في ذلك الوقت كلارك غيبل وغاري كوبر.

## وصلات خارجية
- كاري غرانت على موقع IMDb (الإنجليزية)
- كاري غرانت على موقع الموسوعة البريطانية (الإنجليزية)
- كاري غرانت على موقع روتن توميتوز (الإنجليزية)
- كاري غرانت على موقع مونزينجر (الألمانية)
- كاري غرانت على موقع ألو سيني (الفرنسية)
- كاري غرانت على موقع ميوزك برينز (الإنجليزية)
- كاري غرانت على موقع تيرنر كلاسيك موفيز (الإنجليزية)
- كاري غرانت على موقع أول موفي (الإنجليزية)
- كاري غرانت على موقع قاعدة بيانات برودواي على الإنترنت (الإنجليزية)
- كاري غرانت على موقع قاعدة بيانات الأفلام السويدية (السويدية)
- كاري غرانت على موقع أول موفي.